# Casa al carrer Cap de Creus, 3 (Palau-saverdera)
La Casa al carrer Cap de Creus, 3 és un edifici situat al carrer Cap de Creus, número 3, del municipi de Palau-saverdera, a l'Alt Empordà. Aquesta obra està inclosa en l'Inventari del Patrimoni Arquitectònic de Catalunya.

## Descripció
Situada al nord-est del nucli urbà de la població de Palau-saverdera, al carrer Cap de Creus.
Edifici de planta rectangular amb jardí lateral, format per dues crugies, amb la coberta a dues vessants de teula. Està distribuït en planta baixa i pis i presenta un cos rectangular adossat davant la façana principal. Aquest cos presenta una gran arcada de mig punt, bastida amb lloses de pedra disposades a sardinell, que conserva restes de l'encanyissat interior. A través d'aquesta s'accedeix a la porta d'accés a la casa, d'arc de mig punt bastit amb rajols. Al costat hi ha una finestra de mig punt, també construïda amb pedra. Al nivell de la primera planta hi ha una terrassa semi coberta amb una teulada a un sol vessant, sostinguda amb bigues de fusta. Al primer pis destaquen dues finestres i un finestral d'accés a la terrassa, amb les llindes planes ben escairades. La façana lateral presenta un portal d'arc de mig punt adovellat a la planta baixa i al pis, un balcó exempt bastit amb rajols i una finestra rebaixada amb els brancals bastits amb carreus de pedra desbastats. La façana posterior presenta diverses obertures: petites finestres rectangulars construïdes amb quatre carreus de pedra, una finestra balconera restituïda i una finestra amb la llinda plana de pedra.
Tota la construcció està bastida amb pedres de diverses mides sense treballar,lligades amb morter.